# Кломино
Кломино (пол. Kłomino), ранее известное также как Грудек или Гродек (пол. Gródek), до 1945 — Вестваленхоф (нем. Westwalenhof) — заброшенное поселение в Польше, расположенное в 12 км от Борне-Сулиново (Западно-Поморское воеводство). Представляет собой частично разрушенный военный городок, покинутый Советской армией при выводе войск СГВ в 1992 году. С 1993 года — под управлением польской администрации Борне-Сулиново, официального статуса населённого пункта не имеет. Считается единственным на территории Польши городом-призраком.

## Демография
До 1992 года на территории военного городка могло одновременно проживать до 5000 человек. В настоящее время в Кломино постоянно живут лишь 2 семьи лесничих, а также несколько бездомных, обитающих в бывших казармах, в общей сложности не более 50 жителей.

## История
В тридцатых годах XX века в месте близ нынешнего Кломино, находившемся на территории Германии, был создан танковый полигон, а с его северного и южного краёв были построены военные гарнизоны, соответственно, Гросс-Борн (ныне — Борне-Сулиново) и Вестфаленхоф. С началом войны поблизости от Вестфаленхофа был организован лагерь для польских военнопленных. В ноябре 1939 года в этот лагерь были помещены около 6000 польских военнослужащих а также 2300 гражданских лиц. 1 июня 1940 года на его месте был создан «офлаг» II D Гросс-Борн (нем. Oflag II D Gross-Born) — лагерь для пленных офицеров союзнических армий. В 1945 году отступавшие немецкие войска оставили лагерь, эвакуировав часть военнопленных вглубь Германии.
На смену вермахту пришли советские войска, организовавшие здесь лагерь для пленных немецких солдат. После войны полигон и бывшие немецкие гарнизоны стали использоваться советской армией для размещения своих войск в Польше. На месте Вестфаленхофа был построен советский военный городок, в котором расположился отдельный мотострелковый полк в составе дивизии, штаб которой расположился в Борне-Сулиново. При строительстве была использована сохранившаяся инфраструктура и строения, но большая часть строений (около 50) была разобрана. Были построены казармы, боксы для военной техники, хозпостройки, жилые корпуса и магазины, школа и кинотеатр. Одновременно на территории военного городка могло находиться более 6000 человек — солдат, офицеров и членов их семей. На советских военных картах место отмечалось как Грудек или Гродек, однако среди жителей городка было также известно как Сыпнево, по названию близлежащего польского посёлка. Полигон и окружавшие его гарнизоны были засекречены, поэтому на польских картах не обозначались.
Советский гарнизон просуществовал до 1992 года, вплоть до вывода советских войск из Польши, после чего место было заброшено, а дома и строения частично разобраны мародёрами. Польские власти Борне-Сулиново (получившего в 1993 году статус города) выставляли территорию бывшего военного городка на торги за сумму около 2 миллионов злотых, однако интереса у инвесторов Кломино не вызвало. В настоящее время фактически заброшено.